# Umbryna argentyńska
Umbryna argentyńska (Umbrina canosai) – gatunek ryby z rodziny kulbinowatych. 
Występowanie:
Południowo-zachodni Ocean Atlantycki wzdłuż wschodnich wybrzeży Ameryki Południowej.